# Astrostrategia
Astrostrategia – dział geostrategii i astropolityki, który bada wojskowe aspekty ekspansji politycznej państw w kosmosie. Zajmuje się zarówno analizą skali zaangażowania wojskowego w badanie przestrzeni kosmicznej, rozwojem technologii pozwalających prowadzić działania zbrojne w astroprzestrzeni oraz z niej w kierunku Ziemi, dyslokacją elementów infrastruktury militarnej w astroprzestrzeni i na ciałach niebieskich.